# Missioneres Croades de l'Església
Les Missioneres Croades de l'Església, en castellà Misioneras Cruzadas de la Iglesia, són un institut religiós femení de dret pontifici, concretament una congregació religiosa. Les seves germanes posposen al seu nom les sigles M.C.I.

## Història
La congregació fou fundada a Oruro (Bolívia) en 1925 per Nazaria Ignacia March Mesa (1889-1943) per millorar la condició social de la dona i detenir la difusió del protestantisme entre les classe humils, mitjançant l'educació, la difusió de publicacions catòliques i l'assistència a malalts i presos.
El 16 de juny de 1925, considerat com a data de fundació de l'institut, Nazaria deixa la congregació de Germanetes dels Ancians Desemparats on havia ingressat feia anys, i passà a viure amb dues joves bolivianes a l'antic Beateri de les Natzarenes d'Oruro, fundant-hi una nova congregació. Començaren la seva tasca d'evangelització a les mines i el camp: Uncía, Toledo, Condo, Challapata i Poopó. Segons la fundadora, la congregació havia de "realizar la acción social de la mujer, con la mayor perfección posible y tiene por fin especial la difusión del catecismo entre niños y adultos”. Atenien nenes abandonades, visitaven presos i feien catequesi a les parròquies i, especialment, entre la gent treballadora de les mines i el camp. Volien aconseguir la millora de les condicions socials de les dones, mitjançant la seva professionalització i la defensa dels seus drets.
Fundaren, per això, el primer sindicat d'obreres de tot Iberoamèrica, i la Liga Católica de Damas Bolivianas per millorar el nivell cultural, moral, religiós i econòmic de la societat, especialment entre obrers i classes necessitades. El 12 de febrer de 1927, la congregació de les Germanes Missioneres de la Croada Pontifícia rep l'aprovació diocesana del bisbe Antezana. El 8 d'abril de 1935 rep el decretum laudis pontifici, i el 9 de juny de 1947, l'aprovació definitiva de les constitucions i el nom definitiu de Missioneres Croades de l'Església.
Durant els deu primers anys, la congregació s'estengué a Bolívia, Argentina, Espanya i Uruguai.

## Activitat i difusió
Les Missioneres Croades es dediquen sobretot a l'activitat missionera: evangelitzen les comunitats rurals o de barris perifèrics i marginals de les ciutats, fent-hi pastoral itinerant. També mantenen col·legis i centres de catequesi, i treballen en presons i hospitals.
En acabar 2005 hi havia 415 religioses en 79 cases, a: Camerun, França, Guinea Equatorial, Portugal i Espanya: la seu general és a Madrid.